# Heimathaus (Ostbevern)
Das Heimathaus ist der Sitz des Heimatvereins Ostbevern e.V. und das Heimatmuseum von Ostbevern. Es steht seit dem 11. August 1988 unter Denkmalschutz.

## Beschreibung
Es steht auf einem rechteckigen Grundriss von einer Länge von ca. 21 m und einer Breite von ca. 10 m mit der Giebelseite zum Lienener Damm in Ostbevern. Dort weist ein Tennentor es als einen typischen Münsterlander Kotten aus. Das Mauerwerk ist Fachwerk, der Giebel ist aus Holz. Das gesamte Gebäude weist in Ost-West-Richtung, wobei der Wohntrakt im Osten und der Viehtrakt im Westen gelegen ist. Der Eingang zum Wohntrakt führt entlang des Hauses auf der nördlichen Längsseite.

## Geschichte
Das Haus wurde im 19. Jahrhundert von der Familie Poggenburg errichtet, die es bis Mitte des 20. Jahrhunderts bewohnt hat. Am 12. Mai 1862 wurde Johannes Poggenburg dort geboren, der spätere 72. Bischof von Münster. Als beim Bombenangriff auf Münster am 10. Oktober 1943 sieben Mitglieder der Familie Poggenburg umkamen wurde in der Kapelle zur schmerzhaften Mutter ein Gedenkstein aufgestellt. In den 1950er Jahren wurde das Gebäude als Scheune und Lager gebraucht. 1995 wurde es dem Heimatverein Ostbevern e.V. zum Preis von 1 DM übergeben. Durch einen kostspieligen Umbau, der auch durch freiwilligen Helfereinsatz der Vereinsmitglieder getragen war, konnte das Haus als Heimathaus hergerichtet werden. Dort wurden eine Gesellschaftsraum und ein Heimatmuseum eingerichtet. In diesem befinden sich u. a. eine Schmiedewerkstatt, eine Schusterwerkstatt, eine Tischlerwerkstatt, eine Landschulklasse, ein Molkereibetrieb. Das Standesamt von Ostbevern macht Eheschließungen möglich.

## Öffnungszeiten
In den Sommermonaten: sonntags 14.30 bis 17.00 Uhr und nach Vereinbarung.

## Einzelbelege
1. ↑  Vikar Gr. Vorspohl in Verbindung mit der Pfarrgemeinde St. Ambrosius Ostbevern (Hrsg.): Wegkreuze und Bildstöcke im Pfarrbezirk St. Ambrosius Ostbevern. Krimphoff, Füchtorf 1978, ISBN 3-921787-03-9, Nr. 12.